# Собор Святого Чеда
Метропольный собор и базилика Святого Чеда (англ. The Metropolitan Cathedral Church and Basilica of Saint Chad) — католический храм в городе Бирмингем (графство Уэст-Мидлендс, Англия), кафедральный собор архиепархии Бирмингема Римско-католической церкви. Освящён во имя святого Чеда Мерсийского.
Собор по проекту Огастеса Уэлби Пьюджина был завершён в 1841 году. Является одной из первых четырёх католических церквей, построенных после английской Реформации. Получил статус кафедрального собора в 1852 году и является памятником архитектуры II* степени.

## История
Собор Святого Чеда — один из первых католических соборов, построенных в Англии после Реформации, инициированной королём Генрихом VIII в 1534 году. Собор Святого Чеда по проекту Огастеса Уэлби Пьюджина построен по заказу епископа Томаса Уолша, местного апостольского викария. Фундамент был заложен в октябре 1839 года, а 21 июня 1841 года тогда ещё церковь была освящена. Строительство было завершено во многом благодаря щедрым пожертвованиям от Джона Толбота, 16-го графа Шрусбери, последнего католического графа Шрусбери. Церковь получила статус кафедрального собора в 1852 году после восстановления католической иерархии в Англии папой Пием IX в 1850 году. Первым епископом Бирмингема был бенедиктинец Уильям Бернард Уллаторн. В 1911 году епархия была преобразована в архиепархию.

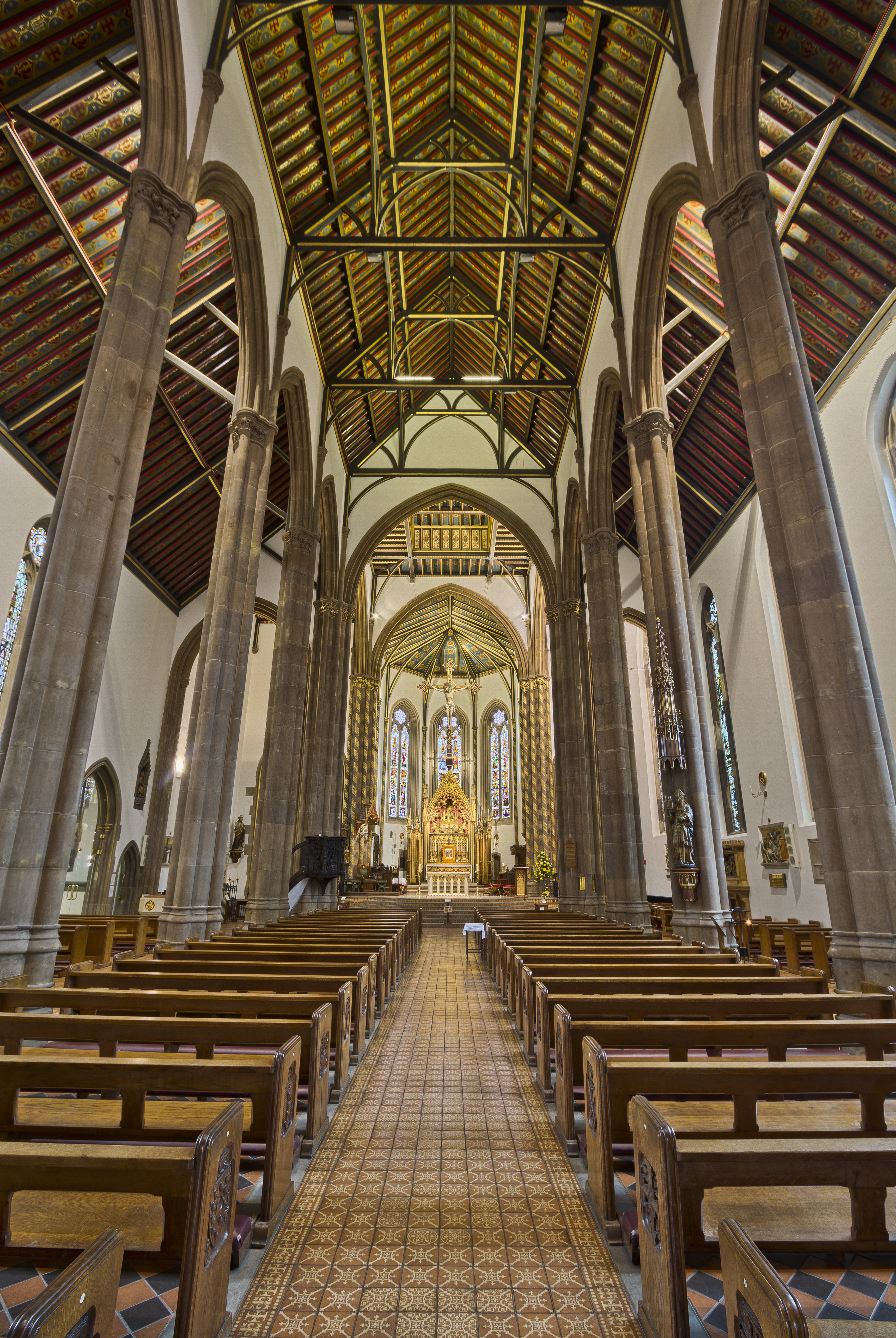
Неф

Собор находился в квартале оружейников Бирмингема, что поставило его под угрозу во время Второй мировой войны. Он сильно пострадал 22 ноября 1940 года, когда зажигательная бомба пробила крышу южного прохода и отлетела от пола в трубы центрального отопления, которые затем лопнули. Вода из поврежденных труб центрального отопления потушила пожар. Табличка с надписью Deo Gratias 22 Nov 1940 (с латыни — «Благодарение Богу») вписана в орнамент потолка трансепта.
В 1941 году папа Пий XII объявил собор Святого Чеда малой базиликой.